# Veseelégtelenség

## Veseelégtelenség

### Vesefunkciók
A vese páros bab alakú szerv, mely a hátulsó hasfalhoz rögzítetten helyezkedik el. Mindkettő ökölnyi nagyságú. A sérülésektől megóvandó, az alsó bordák alatt, az ágyéki gerinc két oldalán található.
- Kiválasztó funkciók:
  - Salakanyagok kiürítése
  - Többletfolyadék eltávolítása
  - Sav-bázis egyensúly szabályozása
  - Elektrolit szint szabályozása
- Belső elválasztású funkciók:
  - Vérnyomás szabályozása
  - Vörösvértest képződés szabályozása
  - Kalcium felvétel szabályozása

### A krónikus vesebetegség és tünetei
A vesék létfontosságú szerepet játszanak az anyagcsere során keletkező salakanyagok kiválasztásában, és a testből való kiürítésében, a testnedvek összetételének beállításában és fontos hormonok termelésében. Ezért funkciójuk kettős: kiválasztó és belső elválasztó.
Vesebetegségről beszélünk, ha a vesék eredeti funkciójukat nem képesek teljes mértékben ellátni. Ha ez az állapot tartósan fennáll, akkor beszélünk krónikus veseelégtelenségről. A krónikus veseelégtelenség következménye lehet a vesék hosszú idő alatt kialakuló fokozatos funkciócsökkenésének, vagy egy hirtelen bekövetkezett veseelégtelenségnek (ún. akut veseelégtelenség). Krónikus veseelégtelenségben a vesék visszafordíthatatlanul károsodnak.A krónikus veseelégtelenséget előidéző tényezők közül már számosat ismerünk, melyek közül a leggyakoribbak a cukorbetegség, a krónikus vesegyulladás (glomerulonephritis) vagy a magas vérnyomás, valamint az érkárosodás. Amikor a vesék nem működnek tovább, a termelt vizelet összetevőinek-mint a víz és a salakanyagok-mennyisége is lecsökken, így azok felhalmozódnak a szervezetben. ezt a jelenséget urémiának hívjuk. Legfőbb tünetei a fáradékonyság, étvágytalanság, az émelygés és a viszkető bőrfelület. Ha az urémiát nem kezelik, annak súlyos, akár halálos következményei is lehetnek.

## Veseelégtelenség étrendjének szabályai
1. Megfelelő étrend tartása mellett, a gyógyszeres kezelés megállíthatja a veseműködés romlását.
2. Az ajánlott diétát az orvos írja elő, míg az étrendet a dietetikus állítja össze.
3. A diéta mindig az egyéni igények figyelembevételével kerül kialakításra. A diéta összetétele függ a betegség súlyosságától (a vese állapotától), a szedett gyógyszerektől, valamint az esetleg fennálló más betegségektől.